# Élections législatives marshallaises de 2015
Des élections législatives ont lieu aux îles Marshall le 16 novembre 2015. Dans cette république parlementaire océanienne, il s'agit de renouveler, au suffrage universel direct, l'ensemble des trente-trois sièges du Parlement, monocaméral, à l'issue d'une législature de quatre ans. Le Parlement ainsi renouvelé élit en janvier 2016 le président de la République.

## Système électoral
Les îles Marshall sont une démocratie multipartite dotée d'un parlement unicaméral, le Nitijeļā, composé de 33 sièges pourvus tous les quatre ans selon un système électoral majoritaire. Dix neuf sièges sont ainsi à pourvoir au scrutin uninominal majoritaire à un tour dans autant de circonscription électorale et 14 au scrutin plurinominal majoritaire dans 5 circonscriptions de deux à cinq sièges. Les électeurs disposent d'autant de voix que de sièges à pourvoir dans leurs circonscriptions, et les candidats ayant recueilli le plus de voix sont déclarés élus.
Le droit de vote s'acquiert à l'âge de 18 ans, et voter n'est pas obligatoire. Les émigrés, généralement installés aux États-Unis (ancienne puissance coloniale) conservent le droit de voter par voie postale lors des élections marshallaises, à condition d'être propriétaires d'un logement aux îles Marshall. Les électeurs émigrés ont un poids électoral non négligeable, ayant renversé en 2011 les résultats dans trois circonscriptions. L'importance des bulletins de vote en provenance de l'étranger retarde par ailleurs l'annonce des résultats, qui n'est pas attendue avant début décembre,.

## Partis politiques et contexte
Le parti Aelon Kein Ad (« Notre île », AKA) est majoritaire au Parlement sortant, face au parti Kien Eo Am (« Votre gouvernement », KAE).

## Résultats
Sur 44 588 électeurs inscrits sur les listes, 20 442 votes valides sont décomptés. Ces élections constituent un revers pour le gouvernement du président Christopher Loeak. La moitié des ministres perdent leur siège de député ; parmi eux, l'influent ministre des Affaires étrangères Tony de Brum. Les président et vice-président du Parlement, appartenant à la majorité présidentielle, ne sont pas non plus réélus. Pour la première fois, trois femmes sont élues députées ; les parlements précédents n'avaient jamais compté plus d'une femme.

## Élection du président des Îles Marshall
La nouvelle assemblée se réunit le 4 janvier 2016 et procède à l'élection du président de la République, Casten Nemra, qui forme un gouvernement et entre en fonction le 11 janvier. Âgé de 44 ans, Nemra est le plus jeune président de l'histoire du pays, et n'est que le deuxième « roturier » à accéder à la fonction suprême, généralement dominée par les chefs traditionnels. Bien qu'étant un nouveau député, Casten Nemra appartient à la faction AKA du président sortant, Christopher Loeak. À l'inverse, le parti KAE obtient la présidence du Parlement, en la personne de Kenneth Kedi. Casten Nemra est finalement renversé le 28 janvier par le Parlement et est aussitôt remplacé par Hilda Heine, première femme présidente de la République d'un État océanien.